# コンスタンス1世
コンスタンス1世（Constans I,　320年/323年頃 - 350年1月18日）は、ローマ帝国の皇帝（在位：337年 - 350年）。全名は、カエサル・フラウィウス・ユリウス・コンスタンス・アウグストゥス。

## 生涯
コンスタンティヌス1世とファウスタ（マクシミアヌス帝の娘）の間に三男として生まれるが、母親は不義密通の罪で処刑された。宦官が取り仕切る宮廷内で2人の兄とともに育てられ、337年に死去した父親の葬儀はコンスタンティノポリスで行われたが、滞在地の距離から参加しなかった。葬儀のしばらく後で、コンスタンティノポリスにいる親族は粛清されることとなる（首謀者はおそらく次男コンスタンティウス2世）。この後、3人の息子は会談を行い、揃って即位した。主にイタリア本土、パンノニア、ダキア、北アフリカなどを統治していたが、後に長兄のコンスタンティヌス2世から北アフリカの割譲を求められる。しかし340年、侵攻してきたコンスタンティヌス2世をアクィレイア近くで打ち破る。
コンスタンティヌス2世が統治していたブリタンニア、ガリア、ヒスパニアなどを引き継ぐが、自身も、配下の将軍、マグネンティウスに反旗を翻され、350年、捕われ殺害される。没年齢は30歳前後とされる。

## 妻と縁戚
コンスタンス1世はオリュンピアス（Olympias、325年 - 361年）と結婚。子供はいない。オリュンピアスはFlavius Ablabiusの娘。Ablabiusの妻（オリュンピアスの母、310年生誕）はコンスタンティウス1世の娘の一人（コンスタンティヌス1世の異母妹の一人）アナスタシア（293年頃から314年までは存命）とその夫バッシアヌス（316年没）の娘である。Ablabiusの妻には姉が一人いる（名はファウスタ?、307年生誕。オリュンピアスの伯母）。つまり、オリュンピアスはコンスタンティウス1世の曽孫でコンスタンティヌス1世の従姪孫、コンスタンス1世の従姪でもある。コンスタンス1世の死後、アルメニア王アルサケス2世と再婚したが、子供はいない。
オリュンピアスの伯母ファウスタ?は大グラティアヌス（290年 - 367年）と結婚。ウァレンティニアヌス1世・ウァレンス兄弟の母となり、この兄弟からウァレンティニアヌス朝が始まる。ウァレンスの子孫は皇妃アルビア・ドミニカとの1男2女（ウァレンティニアヌス・ガラテス（366年 - 370年）、アナスタシア、カロサ）しか確認できないが、ウァレンティニアヌス1世の子孫は少なくとも6世紀の終わりから7世紀初めまで存続した。